# نانسي هولدر
نانسي هولدر (بالإنجليزية: Nancy Holder)‏ (29 أغسطس 1953، لوس ألتوس في الولايات المتحدة)؛ كاتِبة وروائية أمريكية. درست في جامعة كاليفورنيا.

## روابط خارجية
- نانسي هولدر على موقع IMDb (الإنجليزية)